# 3080 Moisseiev
3080 Moisseiev este un asteroid din centura principală, descoperit pe 3 octombrie 1935 de Pelagheia Șain.